# Geografia del Vietnam

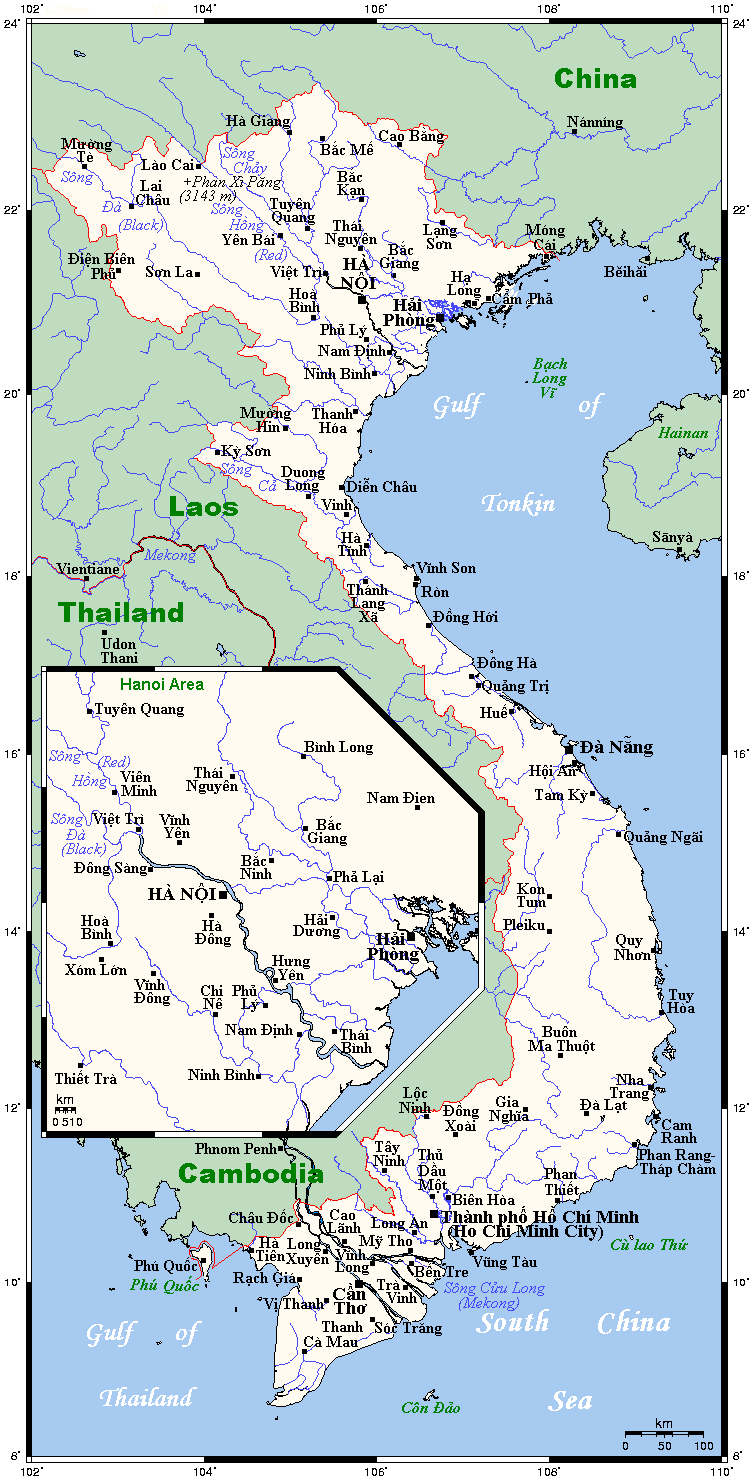
Ciutats i pobles del Vietnam

Vietnam o la República Socialista del Vietnam és un estat asiàtic situat al sud-est del continent, amb capital a Hanoi. El país compta amb una extensió de 331.212 km² i més de 78 milions d'habitants. Limita al nord amb Xina, a l'oest amb Laos (meitat nord) i Cambodja (meitat sud) i és banyat pel Mar de la Xina Meridional a l'est i al sud. El relleu és molt muntanyenc i accidentat.
Els dos cursos d'aigua dolça més importants són els rius Roig, al nord, i Mekong, al sud, on, en els seus deltes, s'allotja la major part de la població. El riu Roig flueix directament cap al sud-est des de les regions muntanyenques del nord-est, mentre que el Mekong flueix per un traçat irregular des de Cambodja i desemboca al mar de la Xina Meridional. Tots dos rius han estat canalitzats per evitar els possibles danys ocasionats per les crescudes.

## Clima
Al Vietnam es poden trobar tres tipus de climes: el clima subtropical, a les regions del nord i de l'interior; amb hiverns secs i estius humits. A les zones central i sud-oriental predomina el clima monsònic, amb altes temperatures i precipitacions molt abundants. En el sud-oest es donen dues estacions ben diferenciades, una humida i una altra seca, aquí les temperatures són més elevades que al nord. A Hanoi les temperatures oscil·len entre els 13 °C al gener i els 33 °C al juliol, mentre que en Ciutat Ho Chi Minh (al sud) les temperatures oscil·len entre els 21 °C al gener i els 30 °C al juliol.
L'índex anual de precipitacions és de 1.830 mm aproximadament. En rares ocasions, durant l'hivern, la neu pot fer acte de presència a les elevacions del nord del país.

## Recursos naturals
A les terres altes del nord del país hi ha minerals de gran valor, com el ferro a Thai Nguyen i Tuyen Quang, l'antracita prop de la badia de Ha Long, el zinc a Chodien i Yen Thinh, la cromita, l'estany a Pia Oac i l'apatita. A la zona meridional del país hi ha explotacions menors, i en general amb un nivell d'explotació força baix, de carbó (Bong Song), or, molibdè, bauxita, manganès i titani, en general poc explotats.
Enfront de la costa s'han descobert jaciments de petroli i gas natural. A més el 38 % del país està cobert de boscos que alberguen fustes de gran valor, però el govern ha prohibit l'exportació de fustes a causa que fins a finals del segle XX es van mantenir molt altes les taxes de desforestació anuals (1,4% durant 1990-1996) actualment (1990-2000) aquesta taxa està en un -0,54% en part causada pel cultiu de cafè. Aquests boscos alberguen una gran varietat d'espècies que són aprofitades per algunes tribus muntanyeses.
Els sòls del país són productius en major o menor mesura. Als deltes dels rius Roig i Mekong, els sòls són al·luvials i molt rics, mentre que els sòls de l'altiplà són més pobres a causa de l'excessiva lixiviació dels nutrients del sòl produïda per les abundants precipitacions.

## Dades geogràfiques

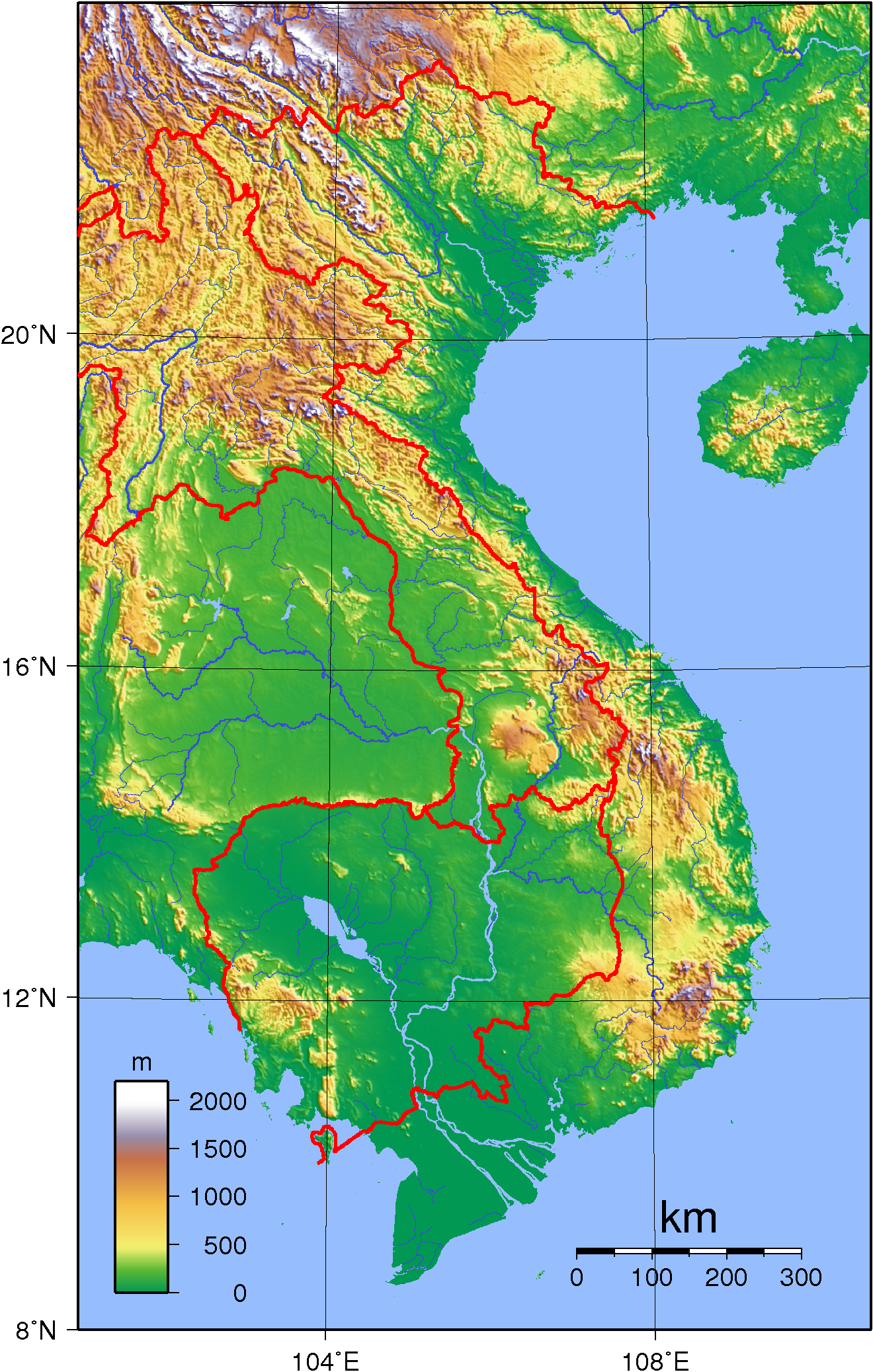
Mapa topogràfic del Vietnam.

- Localització: Sud-est Asiàtic. Amb costes en el Golf de Tailàndia, en el Golf de Tonkín i el Mar de la Xina Meridional. Fronteres amb Laos, Cambodja i la Xina.
- Coordenades geogràfiques: 16º00'N, 106º00'E.
- Extensió territorial: 331.212 km²[1]
- Àrea comparativa: una mica superior a l'estat de Nou Mèxic, i d'una grandària similar a la d'Alemanya.
- Fronteres terrestres: 4.639 km: Cambodja, 1,228 km; Xina, 1.281 km; Laos 2.130 km.
- Línia costanera: 3.444 km, no incloses les illes.
- Clima: Tropical al sud; Monsònic al nord amb calor en l'estació plujosa (maig a setembre) i calent durant l'Estació seca (octubre a març).[1]
- Extrems d'elevació: Més alt: 3.144 m al Fan Si Pan.[1]
- Recursos naturals: Fosfats, Carbó, Magnesi, Bauxita, reserves de Gas i Petroli a les costes, boscos i Energia hidràulica.
- Perills naturals: Huracans (maig a gener) amb extenses pluges, especialment al delta del Mekong.

## Galeria

Vietnam map of Köppen climate classification.
Regions del Vietnam
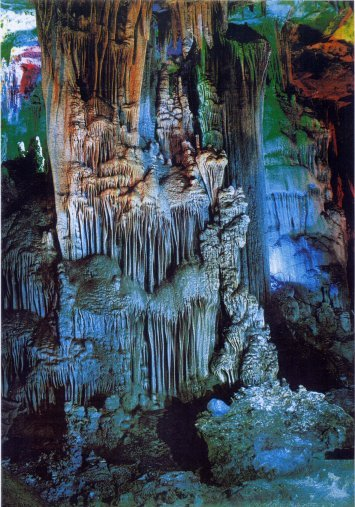
La cova de Phong Nha, Patrimoni de la Humanitat.